# Felipe Ángeles, Álvaro Obregón
Felipe Ángeles är en ort i Mexiko.   Den ligger i kommunen Álvaro Obregón och delstaten Michoacán de Ocampo, i den södra delen av landet, 200 km väster om huvudstaden Mexico City. Felipe Ángeles ligger 1 841 meter över havet och antalet invånare är 168.
Terrängen runt Felipe Ángeles är huvudsakligen platt, men västerut är den kuperad. Runt Felipe Ángeles är det ganska tätbefolkat, med 78 invånare per kvadratkilometer. Närmaste större samhälle är Zinapécuaro, 18,3 km öster om Felipe Ángeles. Trakten runt Felipe Ángeles består till största delen av jordbruksmark.